# Вест Блоктон (Алабама)
Вест Блоктон (енгл. West Blocton) град је у америчкој савезној држави Алабама. По попису становништва из 2010. у њему је живело 1.240 становника.

## Демографија
Према попису становништва из 2010. у граду је живело 1.240 становника, што је 132 (9,6%) становника мање него 2000. године.
| Група             | 2000.         | 2010.         |
| Белци             | 1.093 (79,7%) | 1.060 (85,5%) |
| Афроамериканци    | 268 (19,5%)   | 164 (13,2%)   |
| Азијати           | 0 (0,0%)      | 1 (0,1%)      |
| Хиспаноамериканци | 3 (0,2%)      | 1 (0,1%)      |
| Укупно            | 1.372         | 1.240         |